# باو يينغ
باو يينغ (بالصينية: 報應) هو مفهوم المعاملة بالمثل الكونية والأخلاقية في الديانة الشعبية الصينية، حيث إنه يعني في مضمونه أن الناس يسكنون في عالم أخلاقي، كون تحكمه الأعراف، والأفعال الجيدة، وبالتالي فإن الإنتقام الأخلاقي هو في الواقع عقاب إلهي. في البوذية الصينية والطاوية، حيث إن الطاوية تطابق مفهوم عقاب دارما.